# DQ Возничего
DQ Возничего (лат. DQ Aurigae) — одиночная переменная звезда в созвездии Возничего на расстоянии (вычисленном из значения параллакса) приблизительно 5009 световых лет (около 1536 парсеков) от Солнца. Видимая звёздная величина звезды — от +14,9m до +13,2m.

## Характеристики
DQ Возничего — красная пульсирующая медленная неправильная переменная звезда (LB) спектрального класса M6p. Эффективная температура — около 3289 К.